# Shell Point
Shell Point é uma Região censo-designada localizada no estado norte-americano de Carolina do Sul, no Condado de Beaufort.

## Demografia
Segundo o censo norte-americano de 2000, a sua população era de 2856 habitantes.

## Geografia
De acordo com o United States Census Bureau tem uma área de
20,0 km², dos quais 15,8 km² cobertos por terra e 4,2 km² cobertos por água.

## Localidades na vizinhança
O diagrama seguinte representa as localidades num raio de 12 km ao redor de Shell Point.